# (9161) Beaufort
(9161) Beaufort est un astéroïde de la ceinture principale.

## Description
(9161) Beaufort est un astéroïde de la ceinture principale. Il fut découvert par Eric Walter Elst le 26 janvier 1987 à l'ESO. Il présente une orbite caractérisée par un demi-grand axe de 2,65 UA, une excentricité de 0,133 et une inclinaison de 14,06° par rapport à l'écliptique.
Il fut nommé en hommage à l'amiral britannique Francis Beaufort (1774-1857), hydrographe, qui classifia la force des vents selon une échelle qui porte aujourd'hui son nom.

## Compléments